# Picot rovellat
El picot rovellat (Chrysocolaptes validus) és una espècie d'ocell de la família dels pícids (Picidae) que habita la selva humida amb dens sotabosc, de les terres baixes fins als 2000 m, a la Península Malaia, Sumatra, Borneo i Java. 

És considerat sovint l'única espècie del gènere  Reinwardtipicus Bonaparte, 1854. Modernament ha estat inclòs al gènere Chrysocolaptes.